# Matthias Bath

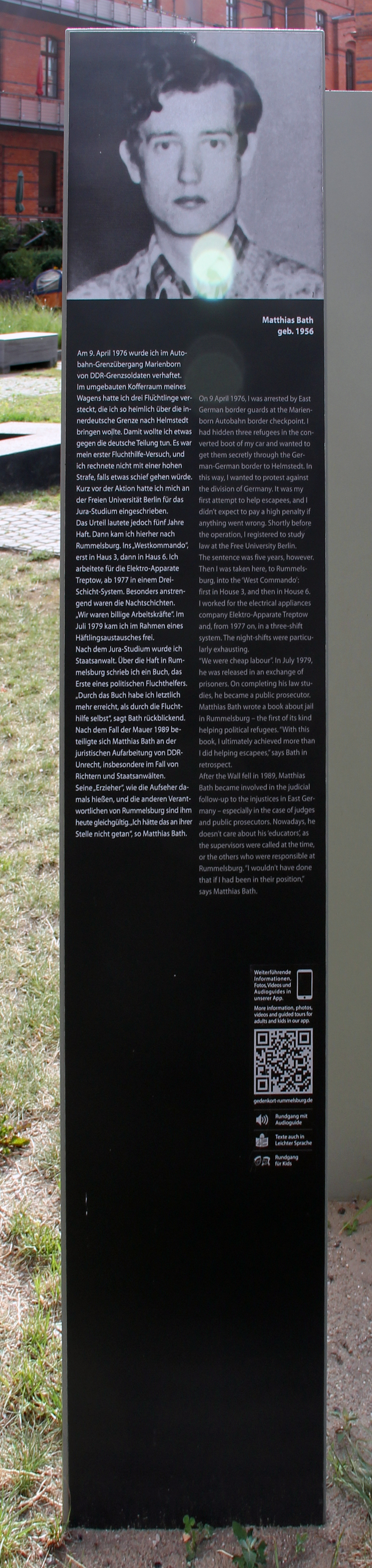
Gedenktafel, Hauptstraße 8, in Berlin-Rummelsburg

Matthias Bath (* 1956 in West-Berlin) ist ein deutscher Staatsanwalt, Autor sowie ehemaliger Fluchthelfer an der Berliner Mauer. 

## Leben
Ab 1975 fungierte Bath als Fluchthelfer an der Berliner Mauer. Im April 1976 wurde er am Grenzübergang Helmstedt-Marienborn von Grenztruppen der DDR festgenommen und in die zentrale Untersuchungshaftanstalt des Ministeriums für Staatssicherheit in Berlin-Hohenschönhausen verbracht. Im September desselben Jahres verurteilte ihn das Bezirksgericht Frankfurt (Oder) zu einer Freiheitsstrafe von fünf Jahren. Seine Haft im Gefängnis Rummelsburg endete 1979, als Bath und drei wegen Spionage in der DDR einsitzende Häftlinge gegen die Freilassung des MfS-Agenten Heinrich Burger nach West-Berlin zurückkehren durften. Im Jahr 2003 war er zweiter Vorsitzender des Fördervereins Gedenkstätte Berlin-Hohenschönhausen.
Bath studierte Rechtswissenschaften an der Freien Universität Berlin und promovierte 1988 mit der Dissertation Notwehr und Notstand bei der Flucht aus der DDR. Er blieb weiterhin in Berlin und trat eine Stelle als Staatsanwalt an.
Nach Stationen bei Junger Union und CDU radikalisierte er sich in den 1980er-Jahren weiter und wechselte zu den Republikanern. Für seinen Landesverband stellte er die Dokumentationen Die Republikaner in der DDR und Ost-Berlin: Dokumente der Unterdrückung (1990) zusammen. Wie 2020 bekannt wurde, war Bath Gründungsmitglied der  rechtsextremen Tarnorganisation Hoffmann-von-Fallersleben-Bildungswerk. Eine zeitgenössische Liste führt ihn unter der Parteimitgliedsnummer „01“.
Er war Referent der 38. Politische Akademie der rechtsextremen Arbeitsgemeinschaft für demokratische Politik, die vom 17. bis 19. Oktober 2003 in Riegersburg stattfand.
Er war mehrfach Referent in der Bibliothek des Konservatismus. Am 1. Oktober 2013 stellte er sein Buch Danebrog gegen Hakenkreuz – Der Widerstand in Dänemark 1940–1945 vor, am 16. April 2015 referierte er unter dem Titel Revolutionäre für Deutschland – Die „Neue Rechte“ in West-Berlin 1965–1985.
Am 18. November 2015 nahm er zusammen mit Hans-Jürgen Papier, Rainer Schröder, Falco Werkentin und Hans-Hermann Lochen an der Podiumsdiskussion Gescheitert? – Die juristische Aufarbeitung des SED-Unrechts des Landesbeauftragten für die Stasi-Unterlagen Berlin in Kooperation mit dem Forum Recht und Kultur im Kammergericht und der Robert-Havemann-Gesellschaft teil.
Am 9. August 2016 referierte er in der Gedenkbibliothek zu Ehren der Opfer des Kommunismus zum Thema Berlin – Eine Biografie. Die geteilte Stadt.
Nach seiner Mitgliedschaft in der FDP, wo er im Landessatzungsausschuss der FDP Berlin tätig war, war er von 2016 bis 2019 Kandidat und Vorstandsmitglied der AfD in Berlin-Reinickendorf.
Er ist Unterstützer, Interviewpartner und Autor der neurechten Wochenzeitung Junge Freiheit.
Außerdem war er Autor der Zeitschrift Mut.

## Schriften
- 1197 Tage als Fluchthelfer in DDR-Haft. Verlag Haus am Checkpoint Charlie, 1. u. 2. Aufl., Berlin 1987, ISBN 3-922484-17-4.
- Gefangen und freigetauscht. 1197 Tage als Fluchthelfer in der DDR-Haft. Jaron, Berlin 2007, ISBN 978-3-89773-566-8.
- Danebrog gegen Hakenkreuz. Der Widerstand in Dänemark 1940–1945. Wachholtz Verlag, Neumünster 2011, ISBN 978-3-529-02817-5.
- Der SD in Dänemark 1940–1945. Heydrichs Elite und der "Gegenterror". Neuhaus, Berlin 2015, ISBN 978-3-937294-03-2.